# Anotimpurile (Vivaldi)
Anotimpurile, cunoscut și sub numele Cele patru anotimpuri (în italiană Le quattro stagioni), este un grup de patru concerte pentru vioară ale compozitorului italian Antonio Vivaldi, fiecare dintre acestea reprezentând muzical un anotimp al anului. Acestea au fost compuse în jurul anilor 1718–1720, când Vivaldi era maestru de capelă al curții din Mantova. Au fost publicate în 1725 la Amsterdam, împreună cu opt concerte suplimentare, drept Il cimento dell'armonia e dell'inventione.
Cele patru anotimpuri sunt cea mai cunoscută dintre lucrările lui Vivaldi. Trei dintre concerte sunt în întregime originale, dar primul, „Primăvara”, împrumută modele dintr-o simfonie din primul act al operei Il Giustino, contemporană cu Vivaldi. Inspirația pentru concerte nu este zona rurală din jurul Mantovei (așa cum se presupunea inițial), unde locuia Vivaldi la acea vreme, deoarece, potrivit lui Karl Heller, acestea ar fi putut fi scrise încă din 1716–1717, în timp ce Vivaldi a fost angajat la curtea din Mantova abia din 1718.
Aceste concerte au fost o revoluție în concepția muzicală: Vivaldi a reprezentat pârâuri curgătoare, păsări cântătoare (de diferite specii, fiecare caracterizată în mod specific), un cioban și câinele lui care lătră, muște bâzâind, furtuni, dansatori beți, petreceri de vânătoare atât din partea vânătorilor, cât și a prăzii, peisaje înghețate și focuri calde iarna.
În mod neobișnuit pentru perioada respectivă, Vivaldi a publicat concertele cu sonete însoțitoare (posibil scrise chiar de el) care elucidau ce era în spiritul fiecărui anotimp pe care muzica sa a intenționat să-l evoce. Prin urmare, concertele sunt unul dintre cele mai timpurii și mai detaliate exemple de ceea ce va fi numit muzică programatică - cu alte cuvinte, muzică cu un element narativ. Vivaldi s-a străduit foarte mult să-și relaționeze muzica de textele poeziilor, transpunând înseși versurile poetice direct în muzica de pe pagină. De exemplu, în secțiunea din mijloc a „Primăverii”, când căprarul doarme, câinele lui poate fi auzit lătrând în secțiunea de violă. Muzica este și în alte părți la fel de evocatoare și pentru alte sunete naturale. Vivaldi a împărțit fiecare concert în trei mișcări (rapid-lent-rapid) și, asemănător, fiecare sonet în trei secțiuni.

## Structură

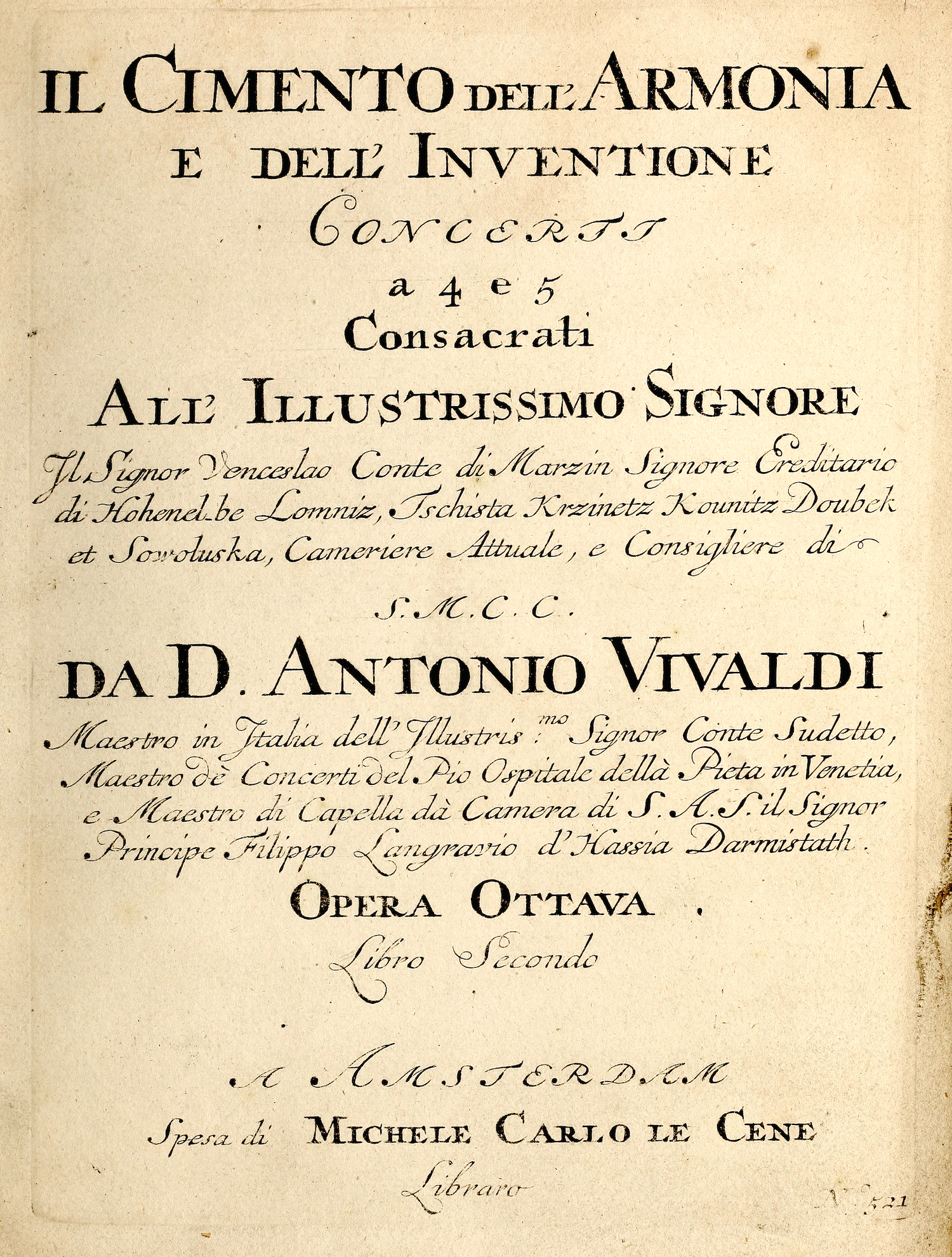
Pagina de titlu a Cimento dell'Armonia e dell'Invenzione a lui Vivaldi, care includea Cele patru anotimpuri

Aranjamentul lui Vivaldi este următorul:
1. Concertul nr. 1 în mi major, op. 8, RV 269, „Primăvara” (La primavera)   1. Allegro (în Mi major)
  2. Largo e pianissimo⁠(d) sempre (în C diez)
  3. Allegro pastorale (în Mi major)
2. Concertul nr. 2 în sol minor, op. 8, RV 315, „Vara” (L'estate)  1. Allegro non molto (în Sol minor)
  2. Adagio e piano⁠(d) – Presto e forte⁠(d) (în Sol minor)
  3. Presto (în Sol minor)
3. Concertul nr. 3 în fa major, op. 8, RV 293, „Toamna” (L'autunno)  1. Allegro (în Fa major)
  2. Adagio molto (în Re minor)
  3. Allegro (în Fa major)
4. Concertul nr. 4 în fa minor, op. 8, RV 297, „Iarna” (L'inverno)  1. Allegro non molto (în Fa minor)
  2. Largo (în Mi bemol)
  3. Allegro (în Fa minor)

O reprezentație a tuturor celor patru concerte poate dura aproximativ 40-43 de minute. Timpurile aproximative ale fiecărui concert: 
1. Primăvara: 10 minute
2. Vara: 11 minute
3. Toamna: 11 minute
4. Iarna: 9 minute

## Sonete și aluzii
Este dezbătut dacă cele patru concerte au fost scrise pentru a însoți cele patru sonete sau invers. Deși nu se știe precis cine a scris sonetele însoțitoare, teoria conform căreia Vivaldi le-a scris este susținută de faptul că fiecare sonet este împărțit în trei secțiuni, fiecare corespunzând unei mișcări din concert. În orice caz, Anotimpurile pot fi clasificate ca muzică programatică, muzică instrumentală menită să evoce ceva extra-muzical, și o formă de artă pe care Vivaldi a fost hotărât să o dovedească suficient de sofisticată pentru a fi luat în serios.
Pe lângă aceste sonete, Vivaldi a oferit instrucțiuni precum „Câinele care latră” (în a doua mișcare din „Primăvara”), „Letargia cauzată de căldură” (în prima mișcare din „Vara”) și „bețivii au adormit” (în a doua mișcare din „Toamna”).